# Gerbach
Gerbach là một đô thị thuộc thuộc huyện Donnersberg, Đức. Đô thị Gerbach có diện tích 7,32 km², dân số thời điểm ngày 31 tháng 12 năm 2006 là 583 người.